# Heinrich von Kittlitz
Friedrich Heinrich Freiherr von Kittlitz (ur. 16 lutego 1799 we Wrocławiu, zm. 10 kwietnia 1874 w Moguncji) – pruski rysownik, oficer marynarki, odkrywca i naturalista.
Pochodził ze starej pruskiej rodziny szlacheckiej. „Freiherr” (niem. wolny pan) oznacza tyle co baron. Pomiędzy 1826 a 1829 opłynął świat, uczestnicząc w rosyjskiej ekspedycji pod przewodnictwem kapitana Fiodora Litkego. Zebrał dla Rosyjskiej Akademii Nauk sporą kolekcję 754 ptaków z 314 różnych gatunków. Część tych gatunków dzisiaj już nie występuje. Owocem wyprawy była publikacja Twenty-four Views of the Vegetation of the Coasts and Islands of the Pacific w 1844.
Von Kittlitz wyruszył w 1831 wraz ze swym przyjacielem Eduardem Rüppellem do Północnej Afryki, musiał jednak wrócić do Niemiec ze względu na zły stan zdrowia. Podczas pobytu w Egipcie udało mu się zdobyć okazy Charadrius pecuarius, sieweczki, która potem została nazwana jego imieniem (pol. sieweczka piaskowa, ang. Kittlitz's plover).

## Ważniejsze dzieła
- Kupfertafeln zur Naturgeschichte der Vögel (Frankfurt 1832)
- 24 Vegetationsansichten von den Küstenländern und Inseln des Stillen Ozeans (Wiesbaden 1845–1852)
- Vegetationsansichten aus den westlichen Sudeten (Frankfurt 1854)
- Naturszenen aus Kamtschatka
- Bilder vom Stillen Ozean
- Denkwürdigkeiten einer Reise nach dem russischen Amerika, nach Mikronesien und durch Kamtschatka (Gotha 1858);
- Psychologische Grundlage für eine neue Philosophie der Kunst (Berlin 1863);
- Schlußfolgerungen von der Seele des Menschen auf die Weltseele (Moguncja 1873).